# سيدني لوكاس
سيدني لوكاس (بالإنجليزية: Sydney Lucas)‏ هي مغنية وممثلة أمريكية، ولدت في 11 يوليو 2003 بأتلانتا في الولايات المتحدة. من الجوائز التي نالتها جائزة المسرح العالمي سنة 2015.

## أعمال

### أفلام
- (2014) هي مضحكة بتلك الطريقة[5][6]

## جوائز
- جائزة المسرح العالمي (2015)

## وصلات خارجية
- سيدني لوكاس على موقع IMDb (الإنجليزية)
- سيدني لوكاس على موقع ألو سيني (الفرنسية)
- سيدني لوكاس على موقع أول موفي (الإنجليزية)
- سيدني لوكاس على موقع قاعدة بيانات برودواي على الإنترنت (الإنجليزية)
- سيدني لوكاس على موقع قاعدة بيانات الفيلم (الإنجليزية)
- سيدني لوكاس على موقع كينوبويسك (الروسية)